# Маргарет Малер
Маргарет Шьоненбергер Малер (на немски: Margaret Schönberger Mahler) е унгарски лекар, който по-късно се заинтересува от психиатрия.

## Научна дейност
Малер е централна фигура на сцената на психоанализата. Главният ѝ интерес е детското развитие, но прекарва повечето си време с психично болни деца и как те достигат до „себе си“. Тя развива теория за изолация-индивидуализация на детското развитие. Подразделя детското развитие на три фази:
1. нормална аутистична фаза;
2. нормална симбиотична фаза;
3. фаза на изолация-индивидуализация.

## Книги
- On human symbiosis and the vicissitudes of individuation, 1969.
- The psychological birth of the human infant: symbiosis and individuation, 1975.